# Allan Hygerth
Johan Allan Hygerth, född 24 juli 1885 i By församling i Värmland, död 2 februari 1954. Han var löjtnant vid Smålands artilleriregemente, och flög tillsammans med Per Svanbeck det första planet till Finland. Stina Linderdahl skriver: "Han super så hemskt o flyger helst när han är dragen, o skjuter gärna om mekanikerna till exempel ej lyda." Han blev chef för det finländska flygvapnet den 10 mars, men Clas Sparre fick honom avskedad.